# Маркетт (Мічиган)
Маркетт (англ. Marquette) — місто (англ. city) в США, в окрузі Маркетт штату Мічиган. Населення — 20 629 осіб (2020).

## Географія
Маркетт розташований за координатами 46°33′3″ пн. ш. 87°23′45″ зх. д. / 46.55083° пн. ш. 87.39583° зх. д. (46.550698, -87.395833). За даними Бюро перепису населення США в 2010 році місто мало площу 50,39 км², з яких 29,51 км² — суходіл та 20,88 км² — водойми.

### Клімат
| Клімат : Маркетт                                                        | Клімат : Маркетт | Клімат : Маркетт | Клімат : Маркетт | Клімат : Маркетт | Клімат : Маркетт | Клімат : Маркетт | Клімат : Маркетт | Клімат : Маркетт | Клімат : Маркетт | Клімат : Маркетт | Клімат : Маркетт | Клімат : Маркетт | Клімат : Маркетт |
| Показник                                                                | Січ.             | Лют.             | Бер.             | Квіт.            | Трав.            | Черв.            | Лип.             | Серп.            | Вер.             | Жовт.            | Лист.            | Груд.            | Рік              |
| Абсолютний максимум, °C                                                 | 13,9             | 20,6             | 27,8             | 32,8             | 37,8             | 38,3             | 42,2             | 38,9             | 36,7             | 31,7             | 23,3             | 15,6             | 42,2             |
| Середній максимум, °C                                                   | −3,9             | −2,3             | 2,2              | 8,5              | 15,2             | 20,2             | 23,6             | 23,4             | 19,3             | 12,2             | 4,6              | −1,6             | 10,2             |
| Середня температура, °C                                                 | −7,3             | −6,3             | −1,7             | 4,5              | 10,6             | 15,5             | 19,2             | 19,2             | 15,2             | 8,5              | 1,6              | −4,7             | 6,2              |
| Середній мінімум, °C                                                    | −10,8            | −10,2            | −5,5             | 0,5              | 5,9              | 10,8             | 14,8             | 15,0             | 11,1             | 4,8              | −1,5             | −7,8             | 2,3              |
| Абсолютний мінімум, °C                                                  | −32,8            | −36,1            | −28,3            | −16,1            | −8,9             | −1,7             | 2,2              | 0,6              | −2,2             | −10,6            | −22,8            | −28,9            | −36,1            |
| Середня кількість сонячних годин на місяць                              | 105,5            | 128,8            | 181,3            | 225,3            | 278,8            | 289,7            | 322,8            | 270,6            | 191,5            | 140,6            | 80,7             | 78,2             | 2293,8           |
| Норма опадів, мм                                                        | 46               | 33               | 51               | 62               | 64               | 68               | 72               | 67               | 80               | 80               | 67               | 50               | 740              |
| Днів з опадами                                                          | 17,3             | 11,5             | 11,9             | 10,6             | 10,3             | 11,4             | 10,8             | 11,0             | 13,1             | 13,8             | 13,6             | 15,1             | 150,4            |
| Днів зі снігом                                                          | 18,4             | 12,5             | 10,3             | 4,3              | 0,2              | 0                | 0                | 0                | 0,1              | 0,8              | 7,7              | 14,8             | 69,1             |
| ----------------------------------------------------------------------- | ---------------- | ---------------- | ---------------- | ---------------- | ---------------- | ---------------- | ---------------- | ---------------- | ---------------- | ---------------- | ---------------- | ---------------- | ---------------- |
| Джерело: NOAA (normals 1981–2010, sun 1961–1990, extremes 1860–present) |                  |                  |                  |                  |                  |                  |                  |                  |                  |                  |                  |                  |                  |

## Демографія
Згідно з переписом 2010 року, у місті мешкало 21 355 осіб у 8321 домогосподарстві у складі 3788 родин. Густота населення становила 424 особи/км². Було 8756 помешкань (174/км²).
Расовий склад населення:
| - 91,1 % — білих - 4,4 % — чорних або афроамериканців - 1,5 % — корінних американців - 0,9 % — азіатів |

До двох чи більше рас належало 1,8 %. Частка іспаномовних становила 1,4 % від усіх жителів.
За віковим діапазоном населення розподілялося таким чином: 12,2 % — особи молодші 18 років, 74,8 % — особи у віці 18—64 років, 13,0 % — особи у віці 65 років та старші. Медіана віку мешканця становила 29,1 року. На 100 осіб жіночої статі у місті припадало 107,7 чоловіків; на 100 жінок у віці від 18 років та старших — 107,0 чоловіків також старших 18 років.
Середній дохід на одне домашнє господарство становив 52 046 доларів США (медіана — 36 250), а середній дохід на одну сім'ю — 72 877 доларів (медіана — 60 500). Медіана доходів становила 40 775 доларів для чоловіків та 29 950 доларів для жінок. За межею бідності перебувало 26,5 % осіб, у тому числі 18,7 % дітей у віці до 18 років та 7,7 % осіб у віці 65 років та старших.
Цивільне працевлаштоване населення становило 9757 осіб. Основні галузі зайнятості: освіта, охорона здоров'я та соціальна допомога — 33,7 %, мистецтво, розваги та відпочинок — 19,0 %, роздрібна торгівля — 11,2 %, науковці, спеціалісти, менеджери — 6,1 %.

## Відомі особистості
В поселенні народилась:
- Селлі Чисголм (* 1947) — американський біоокеанолог.